# Джанквинто, Джованни Баттиста
Джованни Баттиста Джанквинто (итал. Giovanni Battista Gianquinto; 26 февраля 1905 года, Трапани — 21 апреля 1987 года, Венеция) — адвокат, мэр Венеции, депутат и сенатор Италии.

## В Движении Сопротивления и мэрии Венеции
Адвокат. Доктор права. Был арестован в 1928 году с группой своих коллег антифашистов, осуждён Специальным судом. В 1929 году приговорён к пяти годам тюремного заключения, за то, что подпольно напечатал и распространял воззвание «Не сдавайтесь». После освобождения вступил в Итальянскую коммунистическую партию и стал одним из лидеров венецианской подпольной организации этой партии. Член Комитета национального освобождения Венеции. В 1945 году был назначен Комитетом вице-мэром Венеции, а позже, с 1946 по 1951 год, мэр Венеции. До 1975 года занимал посты Муниципального советника и асессора в Венеции.

## Депутат и сенатор Италии
15 июня 1953 года избран депутатом Италии. Входил в коммунистическую группу парламента. С 15 июля 1954 года по 11 июня 1958 года — заместитель председателя Специальной комиссии по рассмотрению законопроекта Гатти и др. № 910 «Меры по защите лагуны и памятников Венеции…». С 1 июля 1953 года по 11 июня 1958 года — член 1 Комиссии Парламента (Внутренние дела) и в разное время состоял в 9 специальных комиссиях.
25 мая 1958 года избран сенатором Италии (III созыв). Член коммунистической группы. С 12 июня 1958 года по 15 мая 1963 года — член Комитета по выборам. С 9 июля 1958 года по 15 мая 1963 года — член Первой постоянной комиссии (По делам председателя Совета Министров и внутренним делам). Работал в нескольких специальных комиссиях.
28 апреля 1963 года вновь избран сенатором (IV созыв). Член коммунистической группы. 16 мая 1963 года — член временного комитета по проверке полномочий. С 16 мая 1963 года по 4 июня 1968 года — член Комитета по выборам.
С 3 июля 1963 года по 4 июня 1968 года — член Первой постоянной комиссии (По делам председателя Совета Министров и внутренним делам), а с 5 июля 1963 года по 5 июля 1965 года, с 9 июля 1965 года по 6 июля 1967 года и с 12 июля 1967 года по 4 июня 1968 года — заместитель председателя этой комиссии. С 4 июля 1966 года по 4 июня 1968 года — член Парламентской комиссии по региональным вопросам. С 24 июня 1964 года по 15 июля 1965 года — член Парламентской комиссии по расследованию катастрофы Vajont.
19 мая 1968 года вновь избран сенатором. Член Коммунистической группы. 5 июня 1968 года член временного комитета по проверке полномочий. С 5 июня — член, а с 6 июня 1968 года по 24 мая 1972 года — заместитель председателя Комитета по выборам. С 5 июля 1968 года по 30 сентября 1971 года — член, а с 1 октября 1971 года по 24 мая 1972 года — заместитель председателя Первой постоянной комиссии (По делам председателя Совета Министров и внутренним делам). Был членом Парламентской следственной комиссии по преступным явлениям на Сардинии.
В следующих выборах не участвовал.

## Память
- В Венеции именм политика названа улица — Via Giovanni Battista Gianquinto[1].